# 小行星4430
小行星4430（4430 Govorukhin）是一颗绕太阳运转的小行星，为主小行星带小行星。该小行星于1978年9月26日发现。

## 轨道参数
小行星4430的轨道半长轴为2.9934262 UA，离心率为0.171。